# Halte Heerenpolder
Heerenpolder (telegrafische verkorting Hrp) is een voormalige halte aan de tramlijn tussen Goes en Wolphaartsdijkse Veer van de voormalige Spoorweg-Maatschappij Zuid-Beveland in de provincie Zeeland.
De halte werd geopend op 19 mei 1927 en gesloten op 15 mei 1934.
0: Goes · 2: 's-Heer Hendrikskinderen · 4: 's-Heer Arendskerke tram · 6: Perponcherpolder · 7: Heerenpolder · 8: Wolphaartsdijk · 9: Bijsterweg · 10: Wolphaartsdijkse Veer